# Berserker!
Berserker! (Brother Berserker) è un romanzo di fantascienza del 1969 dello scrittore statunitense Fred Saberhagen appartenente alla serie sui Berserker.

## Trama
L'Umanità combatte da secoli contro i Berserker, un'antica razza guerriera robotica votata alla distruzione totale delle specie viventi nella Galassia. Una delle innumerevoli colonie terrestri ha una storia a sé stante, in quanto i primi pionieri si imbatterono in una singolarità spaziotemporale, venendo proiettati in un passato remoto e percorrendo un iter storico simile alla civiltà terrestre.
Gli esseri umani del presente si avvalgono della singolarità per stroncare le irruzioni nemiche nei periodi preistorico e medioevale di quel pianeta, fino ad imbattersi in un Berserker, come tanti dotato di autocoscienza, la cui missione è terminare un religioso, una figura di francescana memoria.

## Edizioni
- Fred Saberhagen, Berserker!, A. Mondadori, Milano 1990